# Thomas H. Crawford
Thomas Howell Crawford, född 1 mars 1803 i Rockbridge County i Virginia, död 17 juni 1871, var den 13:e borgmästaren i Louisville, Kentucky.
Han tjänstgjorde från 2 april 1859 till 4 april 1861. Hans mor var den första kvinnan som genomgick en ovariektomi 1809 i Danville i Kentucky för att ta bort en tumör.